# 舞鶴市
舞鹤市（日语：／ Maizuru shi */?）是日本京都府北部的城市，北邊向日本海。舞鶴市臨海區域因舞鶴灣的谷灣地形適合做為港口，境內最高點則是與福井县交界處上的青叶山，而東北部的大浦半岛海岸延伸至若狹灣的區域被劃為若狹灣國定公園。市內以五老岳劃分為東西兩個區域，包括過去以軍港發展的東舞鶴地區，和以田邊城城下町發展為工商中心的西舞鶴地區；而其地名也源自於田边城的别名—「舞鹤城」。當地以东部的軍港做为中心，依靠造船和玻璃工業發展而成。

## 人口
| 舞鶴市人口分布圖 |                                               |  |
| 舞鶴市與日本全國年齡別人口分布比較圖 （2005年資料） | 舞鶴市的年齡、男女別人口分布圖 （2005年資料） |  |
| ■紫色是舞鶴市 ■綠色是全国 | ■藍色是男性 ■紅色是女性                       |  |
| 舞鶴市人口變化 \| 1970年 \| 95,895人 \| \| \| 1975年 \| 97,780人 \| \| \| 1980年 \| 97,578人 \| \| \| 1985年 \| 98,775人 \| \| \| 1990年 \| 96,333人 \| \| \| 1995年 \| 94,784人 \| \| \| 2000年 \| 94,050人 \| \| \| 2005年 \| 91,733人 \| \| \| 2010年 \| 88,669人 \| \| \| 2015年 \| 83,990人 \| \| \| 2020年 \| 80,336人 \| \| |                                               |  |
| 資料來源：日本總務省統計中心提供之人口普查數據 |                                               |  |
| 1970年 | 95,895人                                      |  |
| 1975年 | 97,780人                                      |  |
| 1980年 | 97,578人                                      |  |
| 1985年 | 98,775人                                      |  |
| 1990年 | 96,333人                                      |  |
| 1995年 | 94,784人                                      |  |
| 2000年 | 94,050人                                      |  |
| 2005年 | 91,733人                                      |  |
| 2010年 | 88,669人                                      |  |
| 2015年 | 83,990人                                      |  |
| 2020年 | 80,336人                                      |  |

## 歷史
在令制國時代原屬丹波國，後來在奈良時代被分出另設為丹後國，南北朝時代醍醐寺在此設有莊園，而後由一色氏擔任丹後的守護大名，並在現在的西舞鶴地區建立建部山城作為統管丹後國的中心。
應仁之亂之後，一色氏勢力開始衰退，在戰國時代末期織田信長派遣明智光秀及細川藤孝侵入丹後，此地成為細川藤孝的領地，細川藤孝引退後曾一度住於此地的田邊城內，也因此在1600年關原之戰中，屬於東軍的細川藤孝曾在此遭到西軍的包圍（田邊城之戰）。
關原之戰後，細川氏被改封至九州的小倉藩，丹後改由京極高知入主，由於京極高知以宮津城為居城，最初此地屬於宮津藩的領地，田邊城也因一國一城令而遭到拆除，但京極高知後來將整個丹後國分為三塊分別傳給三個兒子，其中三男京極高三分到此地，設立了丹後田邊藩，因此也重建了田邊城，此地也再次作為城下町而發展。
17世紀中以後京極氏被轉封到豐岡藩，此地改由譜代大名牧野氏負責治理直到江戶時代結束。
1869年實施版籍奉還後，丹後田邊藩由於與紀伊田邊藩同名之故，改使用田邊城的別名為舞鶴藩，1871年實施廢藩置縣後改設為舞鶴縣，但同年立刻又被併入豐岡縣，直到1876年豐岡縣被廢除才被併入京都府。
1889年實施町村制，在現在的西舞鶴地區設立了舞鶴町，1901年日本海軍在現在的東舞鶴地區設立了舞鶴鎮守府，同時開始大規模開發東舞鶴地區作為官兵的住所。兩地在1938年同時分別升格為舞鶴市和東舞鶴市，1943年由於海軍為了強化舞鶴港軍事功能，舞鶴市和東舞鶴市合併為新設置的舞鶴市，當時剛合併的舞鶴市人口超過15萬人，為日本在靠日本海一側少見的大型城市。
但也因為戰爭緣故，在二次大戰期間曾遭受美軍空襲，在戰爭結束後，舞鶴港也一度成為日本海外軍人及移民被送回日本的港口，當時有超過66萬在海外的日本人於此返回日本，現在在舞鶴港也為此設立了舞鶴引揚記念館。
戰後，屬西舞鶴的居民認為戰爭期間因戰爭需要而合併的東西舞鶴兩地因分屬商業、軍事不同發展方向，兩地應分開單獨發展，因此提出了重新分割為兩個城市的議案，並在1950年的居民投票中以贊成7,046票、反對6,070票、棄權4,483票通過此案；但最終在京都府議會中遭到否決，兩地並未能成功分割。1957年相鄰的加佐町被併入舞鶴市，形成現今舞鶴市的範圍，在當時舞鶴市的人口在京都府中僅次於京都市。
現在的舞鶴港設有海上自衛隊舞鶴地方總監部及海上保安廳第八管区海上保安本部和海上保安學校，仍然具有軍事城市的色彩，而舞鶴港也有與中國、韓國、俄羅斯的定期貨運航班。而過去在戰爭期間的海軍工廠現在也轉成造船工業及纖維製品工業。

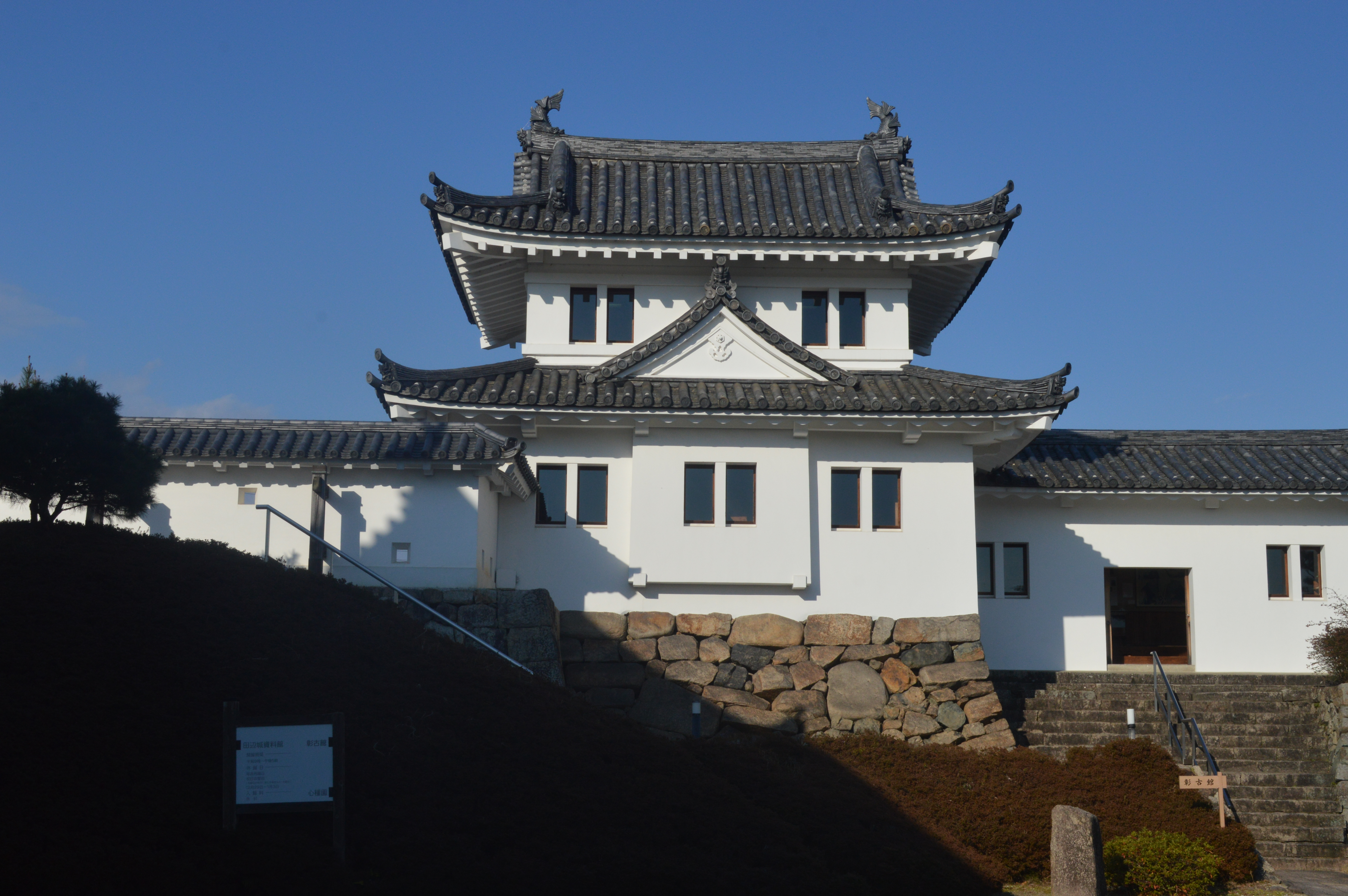
田邊城（舞鹤城）
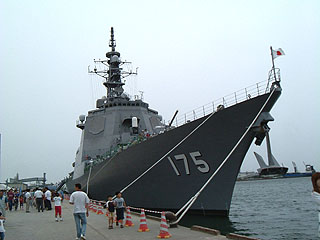
妙高號母港於舞鹤市

### 變遷表
| 1889年4月1日 | 1889年 - 1926年       | 1889年 - 1926年              | 1926年 - 1944年              | 1926年 - 1944年           | 1926年 - 1944年      | 1945年 - 1954年      | 1955年 - 1988年      | 1955年 - 1988年          | 1989年 - 现在 | 现在   |
| ------------ | --------------------- | ---------------------------- | ---------------------------- | ------------------------- | -------------------- | -------------------- | -------------------- | ------------------------ | ------------- | ------ |
| 岡田上村     | 岡田上村              | 岡田上村                     | 岡田上村                     | 岡田上村                  | 岡田上村             | 岡田上村             | 1955年4月20日 加佐町 | 1957年5月27日 併入舞鶴市 | 舞鶴市        | 舞鶴市 |
| 岡田中村     |                       |                              |                              |                           |                      |                      | 1955年4月20日 加佐町 | 1957年5月27日 併入舞鶴市 | 舞鶴市        | 舞鶴市 |
| 岡田下村     |                       |                              |                              |                           |                      |                      | 1955年4月20日 加佐町 | 1957年5月27日 併入舞鶴市 | 舞鶴市        | 舞鶴市 |
| 丸八江村     | 丸八江村              | 丸八江村                     | 1928年10月1日 八雲村         | 1928年10月1日 八雲村      | 1928年10月1日 八雲村 | 1928年10月1日 八雲村 | 1955年4月20日 加佐町 | 1957年5月27日 併入舞鶴市 | 舞鶴市        | 舞鶴市 |
| 東雲村       |                       |                              | 1928年10月1日 八雲村         | 1928年10月1日 八雲村      | 1928年10月1日 八雲村 | 1928年10月1日 八雲村 | 1955年4月20日 加佐町 | 1957年5月27日 併入舞鶴市 | 舞鶴市        | 舞鶴市 |
| 神崎村       |                       |                              |                              |                           |                      |                      | 1955年4月20日 加佐町 | 1957年5月27日 併入舞鶴市 | 舞鶴市        | 舞鶴市 |
| 四所村       | 四所村                | 四所村                       | 1936年8月1日 併入舞鶴町      | 1938年8月1日 舞鶴市       | 1943年5月27日 舞鶴市 | 1943年5月27日 舞鶴市 | 1943年5月27日 舞鶴市 | 1943年5月27日 舞鶴市     | 舞鶴市        | 舞鶴市 |
| 舞鶴町       |                       |                              |                              | 1938年8月1日 舞鶴市       | 1943年5月27日 舞鶴市 | 1943年5月27日 舞鶴市 | 1943年5月27日 舞鶴市 | 1943年5月27日 舞鶴市     | 舞鶴市        | 舞鶴市 |
| 高野村       | 高野村                | 高野村                       | 1936年8月1日 併入舞鶴町      | 1938年8月1日 舞鶴市       | 1943年5月27日 舞鶴市 | 1943年5月27日 舞鶴市 | 1943年5月27日 舞鶴市 | 1943年5月27日 舞鶴市     | 舞鶴市        | 舞鶴市 |
| 中筋村       |                       |                              | 1936年8月1日 併入舞鶴町      | 1938年8月1日 舞鶴市       | 1943年5月27日 舞鶴市 | 1943年5月27日 舞鶴市 | 1943年5月27日 舞鶴市 | 1943年5月27日 舞鶴市     | 舞鶴市        | 舞鶴市 |
| 池內村       |                       |                              | 1936年8月1日 併入舞鶴町      | 1938年8月1日 舞鶴市       | 1943年5月27日 舞鶴市 | 1943年5月27日 舞鶴市 | 1943年5月27日 舞鶴市 | 1943年5月27日 舞鶴市     | 舞鶴市        | 舞鶴市 |
| 余內村       | 余內村                | 余內村                       | 1936年8月1日 併入舞鶴町      | 1938年8月1日 舞鶴市       | 1943年5月27日 舞鶴市 | 1943年5月27日 舞鶴市 | 1943年5月27日 舞鶴市 | 1943年5月27日 舞鶴市     | 舞鶴市        | 舞鶴市 |
| 余內村       | 1902年6月1日 部町     | 1919年11月1日 改名為中舞鶴町 | 1919年11月1日 改名為中舞鶴町 | 1938年8月1日 東舞鶴市     | 1943年5月27日 舞鶴市 | 1943年5月27日 舞鶴市 | 1943年5月27日 舞鶴市 | 1943年5月27日 舞鶴市     | 舞鶴市        | 舞鶴市 |
| 倉梯村       | 倉梯村                | 倉梯村                       | 倉梯村                       | 1938年8月1日 東舞鶴市     | 1943年5月27日 舞鶴市 | 1943年5月27日 舞鶴市 | 1943年5月27日 舞鶴市 | 1943年5月27日 舞鶴市     | 舞鶴市        | 舞鶴市 |
| 倉梯村       | 1906年7月1日 新舞鶴町 |                              |                              | 1938年8月1日 東舞鶴市     | 1943年5月27日 舞鶴市 | 1943年5月27日 舞鶴市 | 1943年5月27日 舞鶴市 | 1943年5月27日 舞鶴市     | 舞鶴市        | 舞鶴市 |
| 志樂村       |                       |                              |                              | 1938年8月1日 東舞鶴市     | 1943年5月27日 舞鶴市 | 1943年5月27日 舞鶴市 | 1943年5月27日 舞鶴市 | 1943年5月27日 舞鶴市     | 舞鶴市        | 舞鶴市 |
| 志樂村       |                       |                              |                              | 1938年8月1日 東舞鶴市     | 1943年5月27日 舞鶴市 | 1943年5月27日 舞鶴市 | 1943年5月27日 舞鶴市 | 1943年5月27日 舞鶴市     | 舞鶴市        | 舞鶴市 |
| 與保呂村     |                       |                              |                              | 1938年8月1日 東舞鶴市     | 1943年5月27日 舞鶴市 | 1943年5月27日 舞鶴市 | 1943年5月27日 舞鶴市 | 1943年5月27日 舞鶴市     | 舞鶴市        | 舞鶴市 |
| 朝來村       | 朝來村                | 朝來村                       | 朝來村                       | 1942年8月1日 併入東舞鶴市 | 1943年5月27日 舞鶴市 | 1943年5月27日 舞鶴市 | 1943年5月27日 舞鶴市 | 1943年5月27日 舞鶴市     | 舞鶴市        | 舞鶴市 |
| 東大浦村     |                       |                              |                              | 1942年8月1日 併入東舞鶴市 | 1943年5月27日 舞鶴市 | 1943年5月27日 舞鶴市 | 1943年5月27日 舞鶴市 | 1943年5月27日 舞鶴市     | 舞鶴市        | 舞鶴市 |
| 西大浦村     |                       |                              |                              | 1942年8月1日 併入東舞鶴市 | 1943年5月27日 舞鶴市 | 1943年5月27日 舞鶴市 | 1943年5月27日 舞鶴市 | 1943年5月27日 舞鶴市     | 舞鶴市        | 舞鶴市 |

## 交通

### 鐵路
市區內的主要車站包括位於西舞鶴地區的西舞鶴車站和東舞鶴地區的東舞鶴車站；西日本旅客鐵道（JR西日本）的特急列車－舞鶴號列車從京都車站經舞鶴線到東舞鶴車站約需要到90分鐘，如果從大阪出發，由於無直達列車，需搭乘特級列車經福知山線到福知山車站再轉車，約需130分鐘。
過去的舞鶴線原本是在20世紀初為了軍事需求連結舞鶴港所興建，其中還有舞鶴港線和中舞鶴線兩條支線，但此兩條支線現都已經停止使用。
在東舞鶴車站可繼續連結西日本旅客鐵道的小濱線通往福井縣的小濱市、敦賀市，並接入北陸本線。西舞鶴車站則可連接WILLER TRAINS（京都丹後鐵道）的宮舞線通往宮津市、京丹後市、豐岡市，在接入山陰本線。
過去北陸新幹線在規劃西段路線時，曾經提過經小濱市、舞鶴市再進入京都市的方案，但最終在經費的考慮下仍選擇了直接從小濱市往南進入京都市的方案，並未能通過舞鶴市。
- 西日本旅客鐵道
  - 舞鶴線：（綾部市） - 真倉車站 - 西舞鶴車站 - 東舞鶴車站
  - 小濱線：東舞鶴車站 - 松尾寺車站 - （高濱町→）

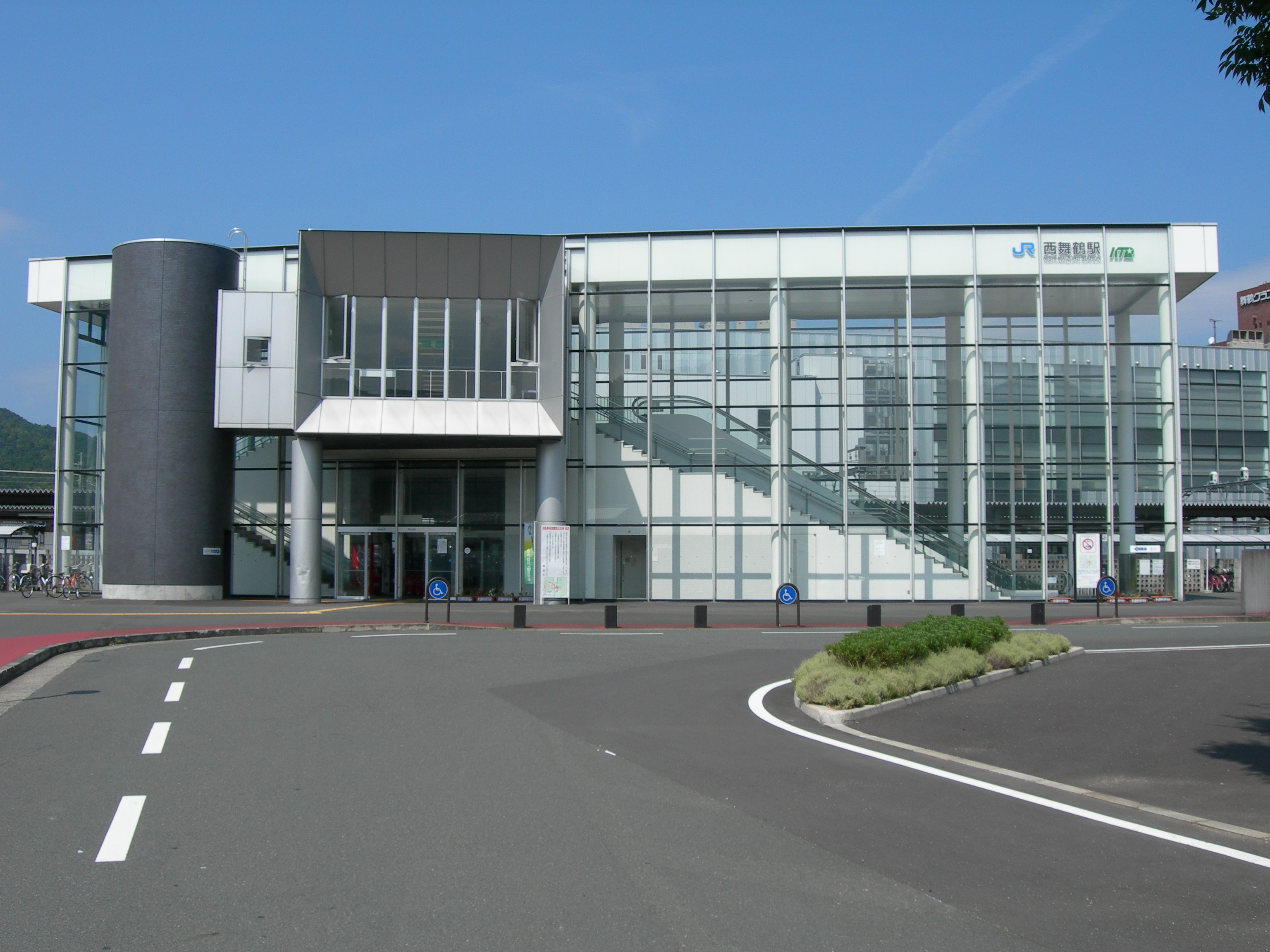
西舞鶴車站
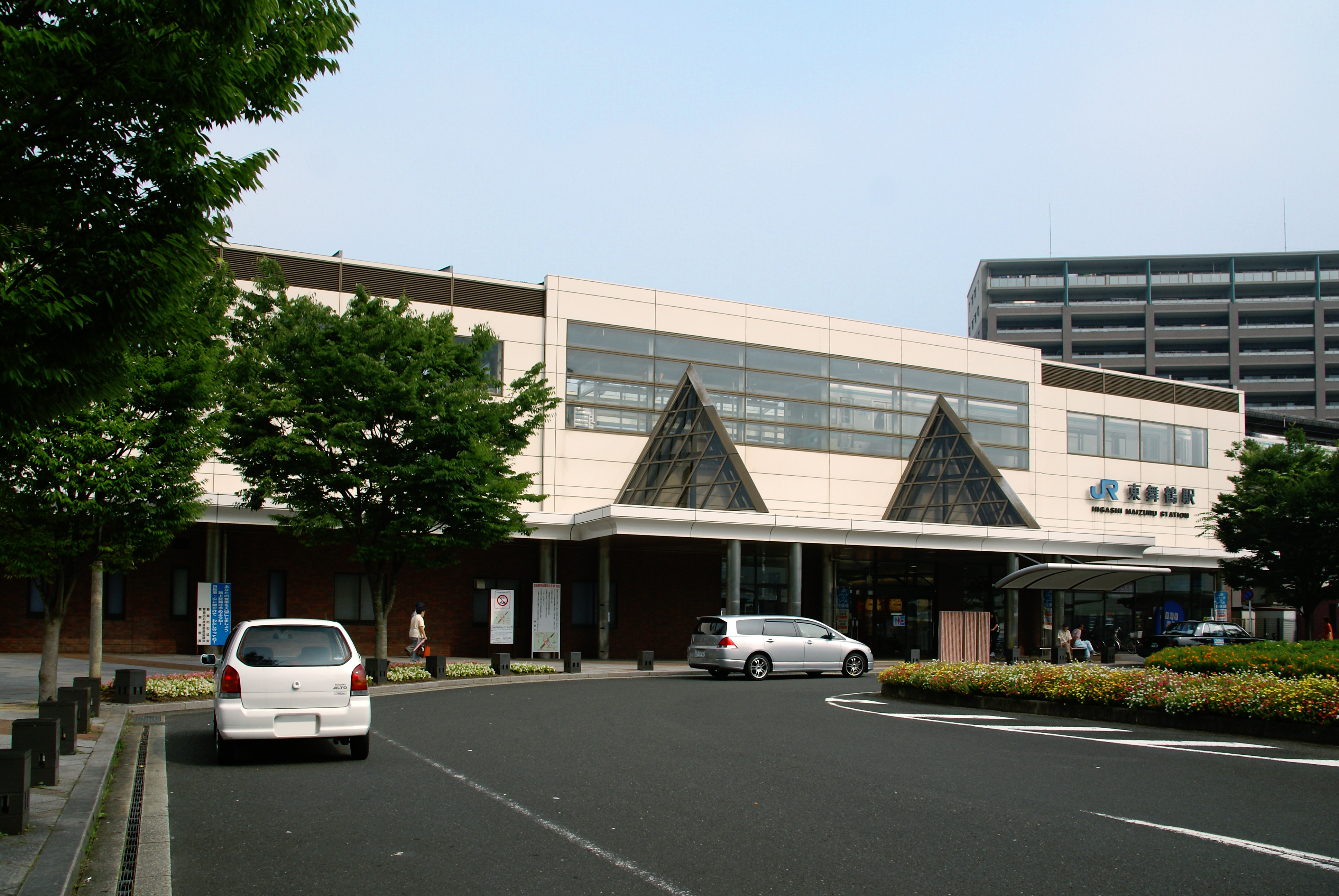
東舞鶴車站

- WILLER TRAINS（京都丹後鐵道）
  - 宮舞線：西舞鶴車站 - 四所車站 - 東雲車站 - 丹後神崎車站 - （宮津市）

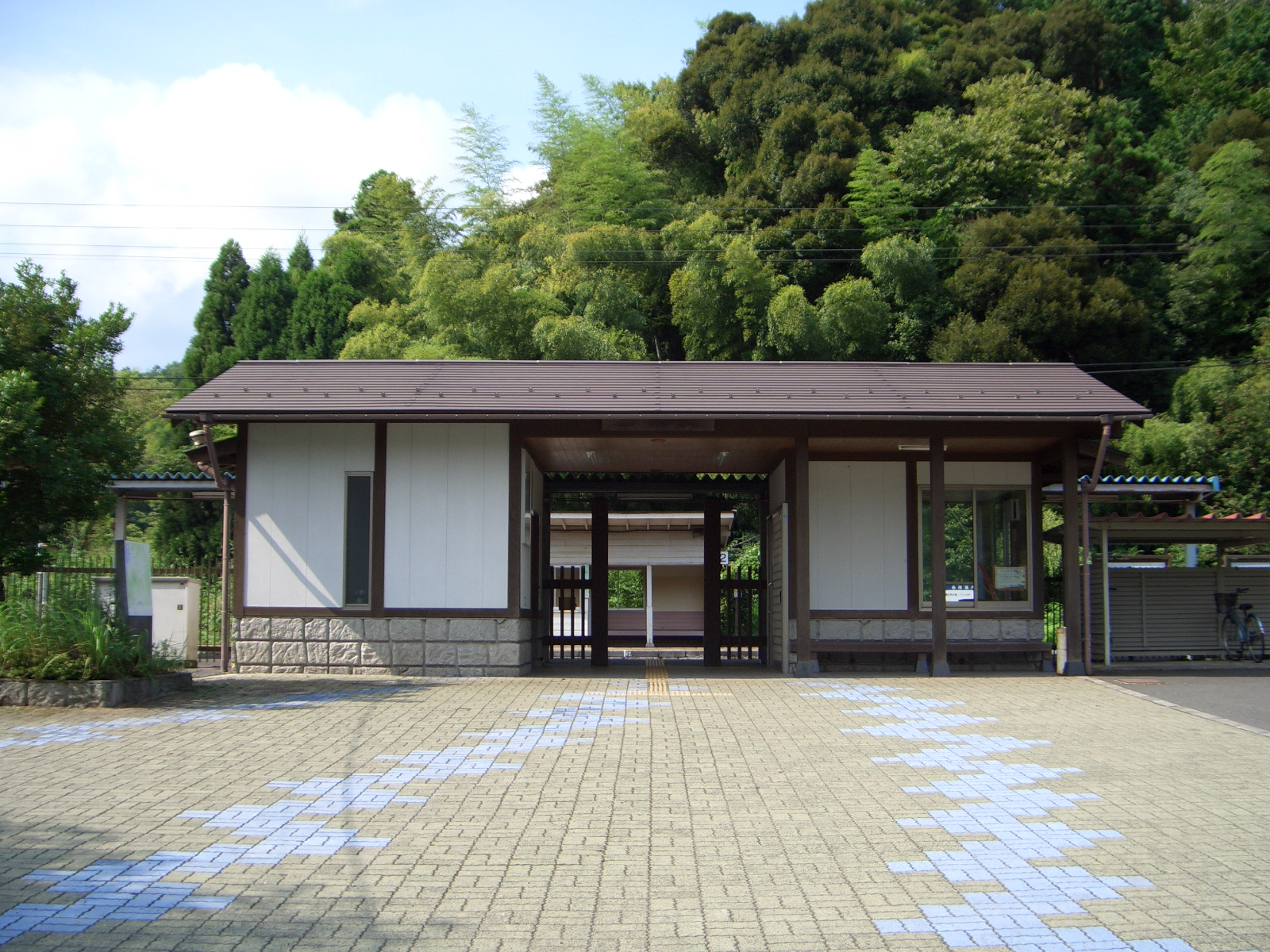
四所車站

### 海運

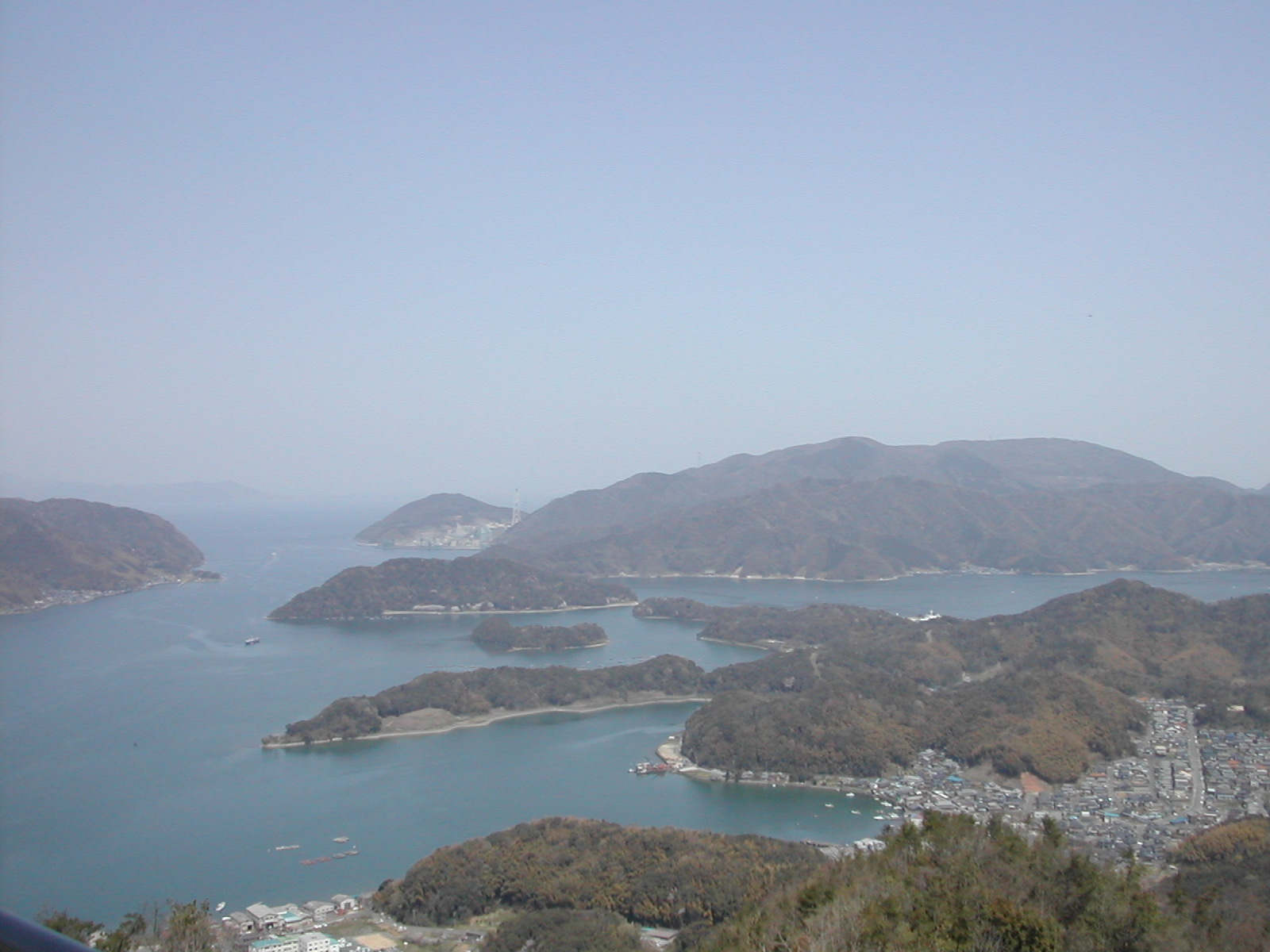
舞鹤灣

現在舞鶴港每天有新日本海渡輪的固定航班往返舞鶴港和北海道的小樽港，國際航班則有每周固定營運的韓國興亞海運及長錦商船共廷營運的釜山航線 、神原汽船的中國航線、韓國DBS巡航渡輪經營的韓國東海、俄羅斯海參崴航線。

### 公路
轄內有舞鶴若狹自動車道有東西向穿過市中心南側，向東可通往小濱市、敦賀市，向西可接福知山市、三田市；京都縱貫自動車道則自轄區西部通過，往北接宮津市，往南可進入京都市。
高速道路
- 舞鶴若狹自動車道：（←綾部市） - 舞鶴西交流道 - 舞鶴東交流道 - 舞鶴休息區 - （高濱町→）
- 京都縱貫自動車道：（宮津市） - 舞鶴大江交流道 - 由良川休息區 - （綾部市→）

一般國道
- 國道27號、國道175號（日语：国道175号）、国道177号、國道178號（日语：国道178号）

主要地方道
| - 京都府道·福井縣道21號舞鶴野原港高濱線 - 京都府道23號東舞鶴停車場線 - 京都府道27號池邊京田線 - 京都府道28號小倉西舞鶴線 - 京都府道45號舞鶴宮津線 | - 京都府道51號舞鶴和知線 - 京都府道55號舞鶴福知山線 - 京都府道66號志高西舞鶴線 - 京都府道74號舞鶴綾部福知山線 |

## 觀光資源
由於過去為丹後田邊藩的城下町，以及舊日本帝國海軍舞鶴鎮守府所在地，因此有許多關於田邊藩的歷史遺跡和舊海軍的歷史設施成為觀光景點；包括田邊城、舞鶴赤煉瓦倉庫群、舞鶴引揚紀念館、海軍紀念館

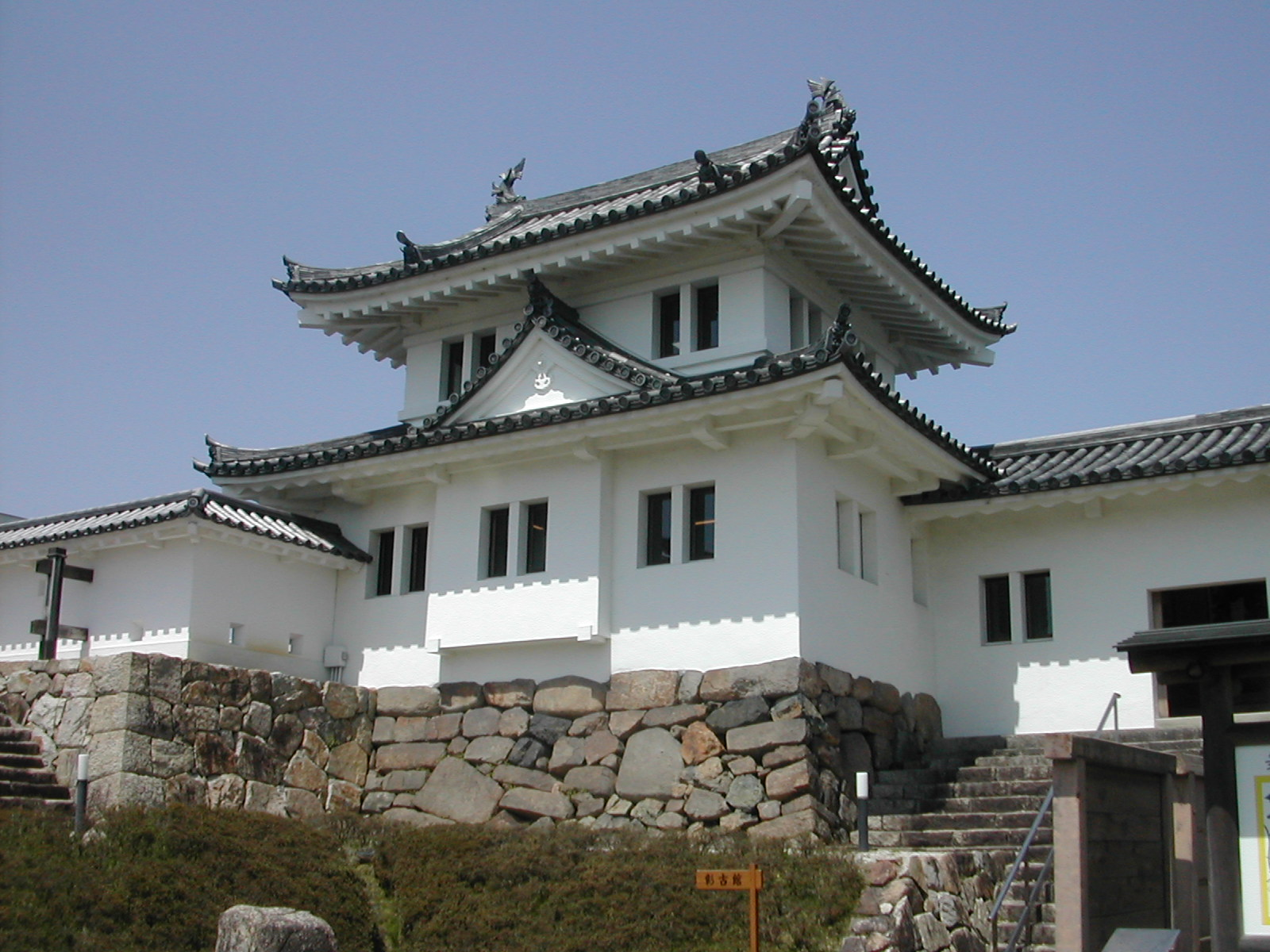
田邊城
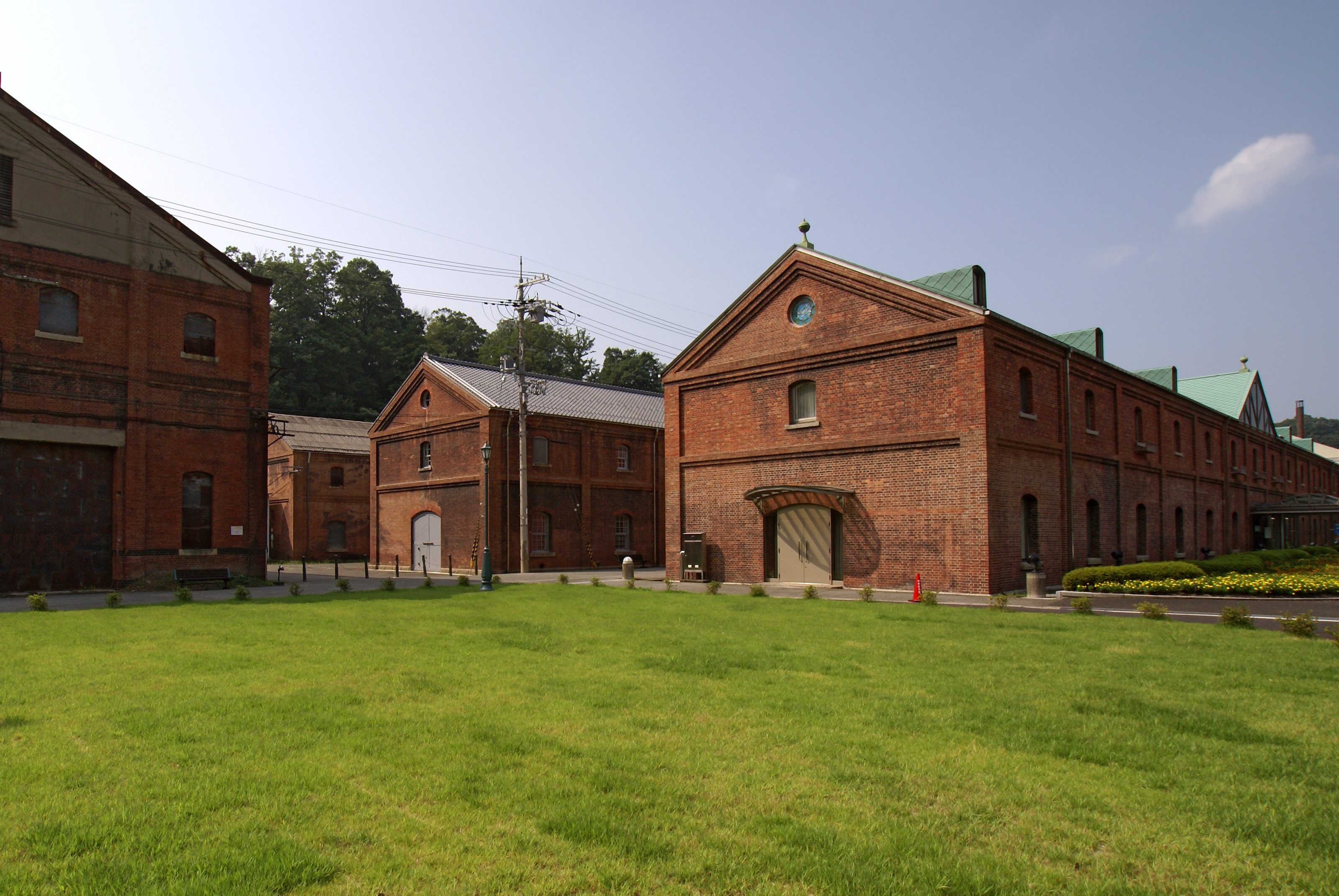
舞鶴紅磚倉庫群
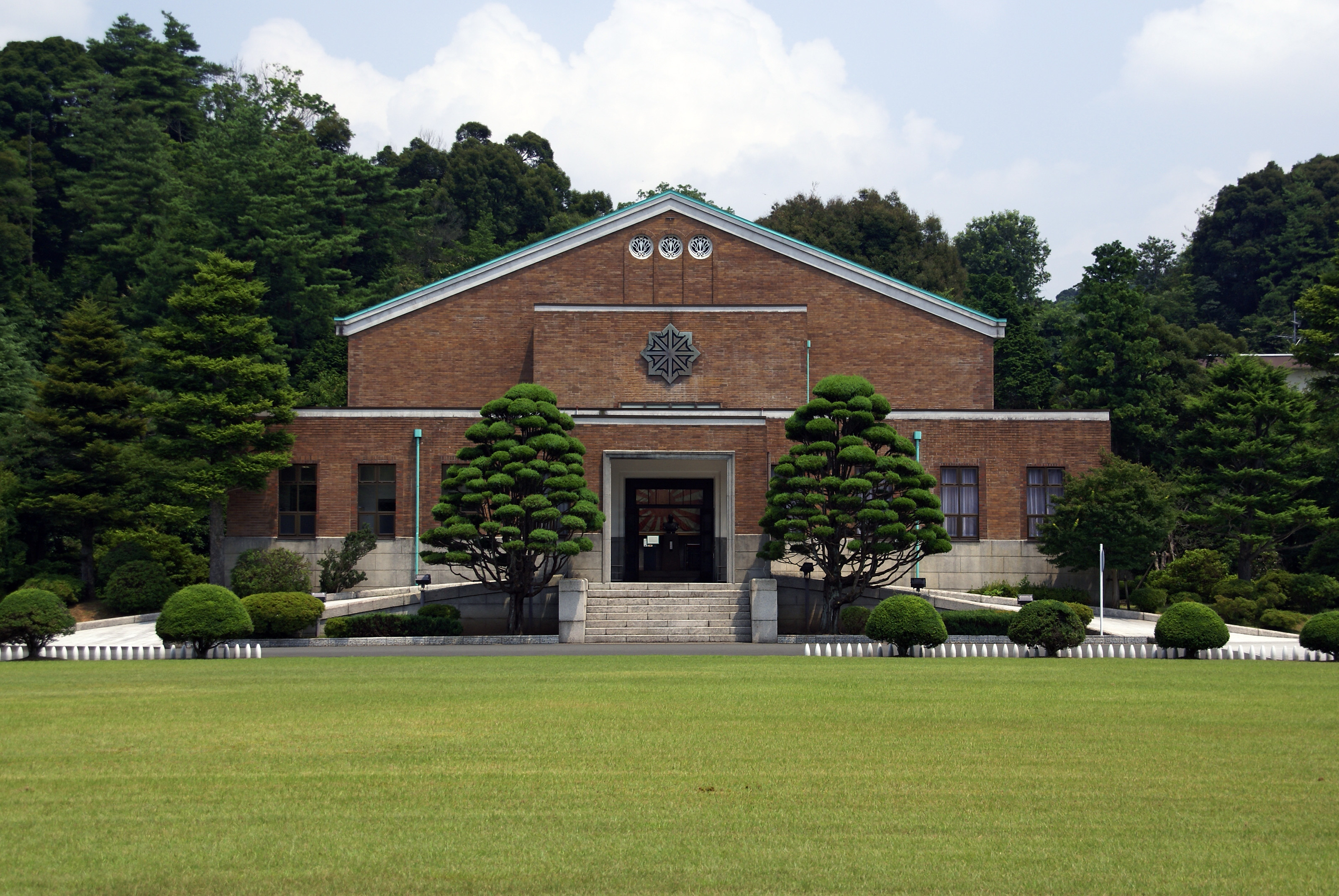
海軍紀念館

## 本地出身之名人
- 岡本道雄：醫學學者
- 永野護：漫畫家、機械設定師、人物設計師
- 曾根菜津子（辣妹曾根）：藝人、大胃選手、歌手及美食評論家
- 石原立也：動畫導演
- 大平祥生（JO1）：偶像藝人

## 外部連結
- （日語） 舞鶴觀光協會 （页面存档备份，存于）
  - （繁體中文） 舞鶴觀光摺頁 （页面存档备份，存于）
  - （简体中文） 舞鶴觀光摺頁 （页面存档备份，存于）
- （日語） 舞鶴市政府的Facebook專頁